# Новотошкурово
Новотошкурово (рос. Новотошкурово, башк. Яңы Тушҡыр) — присілок у складі Балтачевського району Башкортостану, Росія. Входить до складу Штандинської сільської ради.
Населення — 2 особи (2010; 22 у 2002).
Національний склад:
- башкири — 86 %